# 브란덱역
브란덱역(독일어: Bahnhof Brandegg)은 스위스 베른주 그린델발트의 기차역이다. 이 역은 벵에른알프 철도의 노선 상에 있으며, 그린델발트에서 클라이네 샤이덱역까지 운행된다.
가이드북에는 역 뷔페에서 세계 최고의 애플 튀김을 제공한다고 언급되어 있다. 공식 애플 프리터 워크(Apple Fritter Walk)가 있다.

## 운행편
이 역에는 다음과 같은 여객 열차가 운행한다.
| 운행사       | 형태 | 노선                                                                 | 편수       | 비고 |
| ------------ | ---- | -------------------------------------------------------------------- | ---------- | ---- |
| 벵에른알프반 |      | 그린델발트 - 그린델발트 그룬트 - 브란덱 - 알피글렌 - 클라이네 샤이덱 | 시간당 2편 |      |